# چارلز الیوت (بازیکن فوتبال)
چارلز الیوت (انگلیسی: Charles Elliott؛ ۲۲ سپتامبر ۱۸۹۶ – ۲۲ مارس ۱۹۴۰) بازیکن فوتبال اهل بریتانیا بود.
از باشگاه‌هایی که در آن بازی کرده‌است می‌توان به باشگاه فوتبال یورک سیتی و باشگاه فوتبال شفیلد یونایتد اشاره کرد.